# Mohammad Khodabandeh
Mohammad Khodabandeh (en persan : محمد خدابنده / Mohammad Xodâbande), né vers 1531 mort à Alamut vers 1595, souverain d'Iran, est le quatrième Chah séfévide (1578-1588). Il est le père d'Abbas Ier le Grand.

## Biographie
Fils aîné de Tahmasp Ier, à moitié aveugle, il passe un accord en 1576 avec son frère cadet Ismaïl II pour lui céder ses droits au trône. Il devient toutefois Shah d'Iran le 11 février 1578 deux mois après la mort de ce dernier qui voulait le faire exécuter avec ses fils.
Son règne est dominé par l'invasion ottomane du Caucase et des territoires de l'ouest, ou première guerre turco-séfévide (1578–1590).
La réalité du pouvoir est exercée tout d'abord par sa sœur l'intrigante Pari Khan Khanoum qui est tuée le 17 février 1578 en regagnant la capitale Qazvin, puis par son épouse Kheyr on-Nessa Beygom qui est étranglée dans le harem de Qazvin le 26 juillet 1579 et enfin par son second fils Sultan Hamza Mirza qui obtient le titre de vakil du Divan en 1578 et qui dirige le pays jusqu'à son meurtre le 6 décembre 1586, dans son camp à Gandja (Azerbaïdjan actuel) pendant une campagne contre les Ottomans. Son règne est dominé par l'invasion ottomane du Caucase et des territoires de l'ouest, ou première guerre turco-séfévide (1578–1590).
Mohammad Khodabandeh, incapable de maîtriser l'anarchie dans laquelle sombre le pays, abdique le 9 septembre 1588 en faveur de son troisième fils, le prince Abbas Mirza. Il meurt en 1595 retiré à Alamut.

## Postérité
D'une première épouse il a un fils :
- Sultan Hasan Mirza tué à Téhéran en 1578.

De son union en 1565 avec Khair un-nisa Begum, il a quatre fils :
- Sultan Hamza Mirza (né en 1566 prince héritier, assassiné à Gandja le 6 décembre 1586). Il épouse en 1579 une fille du roi Alexandre II de Kakhétie ainsi que sa cousine Oglan Pasha Khanoun une fille de Shahzada Sultan Husain Mirza ;
- Abbas Ier ;
- Abu Talib Mirza né en 1574 emprisonné à vie par Abbas Ier mort en 1590 ;
- Tamasp Mirza né en 1576 emprisonné à vie par Abbas Ier mort après 1591.